# Хэмилтон, Лора
Лора Хэ́милтон (англ. Laura Hamilton; 24 апреля 1982, Гринвич, Лондон, Англия, Великобритания) — британская журналистка и телеведущая.

## Биография
Родилась 24 апреля 1982 года в Гринвиче (Лондон, Англия, Великобритания), став старшей из двоих детей в семье своих родителей. Выросла в Дартфорде (графство Кент), а в настоящее время она проживает в графстве Суррей.

## Образование и карьера
После отличного окончания Дартфордской гимназии для девочек, Хэмилтон отклонила предложение на изучение права и психологии в университете в пользу годичного контракта с «Channel 4». Затем Хэмилтон начала работать в качестве внештатного помощника режиссёра в различных на программах британского телевидения. Затем она работала третьим и вторым помощником режиссёра в различных телепроектах, а также в нескольких фильмах.
Хэмилтон работала в проектах многих производственных компаний и вещательных компаний, включая ITV, Channel 5, Nickelodeon, Cartoon Network, Boomerang и Дисней XD (Disney Channel в некоторых странах).

## Личная жизнь
С 22 сентября 2012 года замужем за Алексом Гоуордом. У супругов есть двое детей — сын Рокко Гоуорд (род. 13 ноября 2013) и дочь Талия Гоуорд (род.08.05.2015).